# 鍾紹圖
鍾紹圖（英語：Buzz Chung Shiu To，2001年10月13日—），香港童星，在電影《歲月神偷》中飾演任達華與吳君如的小兒子，獲得第29屆香港電影金像獎最佳新演員獎提名。後成為「黃浩然童年」的專屬演員，亦常與林詠渝合作拍劇。

## 電影演出
- 2008年《大搜查之女》 飾 霍子文
- 2010年《歲月神偷》 飾 羅進二
- 2011年《出軌的女人》 飾 何家寶
- 2011年《東成西就2011》飾 鄭小方

## 電視演出（無綫電視）
- 2011年《我的如意狼君》飾 佟本善（童年）
- 2012年《天梯》飾 賀思行（童年）
- 2012年《幸福摩天輪》飾 張志強（童年）
- 2013年《師父·明白了》飾 初一箭（童年）
- 2015年《收規華》飾 沈一然（童年）

## 電視演出（其他）
- 2015年《開腦儆探》飾 高寶楠（楠楠）（HKTV）
- 2022年《出發2022——空間魔術師》飾 方向（港台電視31）

## 廣告
- 2010年 Wii
- 2012年 香港特別行政區基本法
- 2018年 滙豐銀行-稅月神偷

## 外部連結
- 鍾紹圖的新浪微博
- 鍾紹圖的Facebook專頁
- 鍾紹圖的Instagram帳戶